# 후루타카마쓰역
후루타카마쓰역(일본어: 古高松駅)은 일본 가가와현 다카마쓰시에 위치한 다카마쓰코토히라 전기철도 시도 선의 철도역이다. 단선 승강장 1면 1선의 구조를 갖춘 지상역이다.

## 이용 현황
| 승차 인원 추이 | 승차 인원 추이 |
| 연도           | 1일 평균       |
| -------------- | -------------- |
| 2011           | 618            |
| 2012           | 645            |
| 2013           | 668            |
| 2014           | 672            |
| 2015           | 680            |

## 역 주변
- 국도 제11호선
- 가가와 현도 36호 다카마쓰무레 선
- 가가와 현도 155호 무레나카진 선
- 시코쿠 여객철도 고토쿠 선 야시마 역

## 역사
- 1911년 11월 18일 : 도산 전기 궤도의 역으로서 개업.
- 1931년 3월 16일 : 회사 합병에 의해 시코쿠 수력 전기의 역이 됨.
- 1942년 4월 30일 : 사업 양도에 의해 사누키 전철의 역이 됨.
- 1943년 11월 1일 : 회사 합병에 의해 다카마쓰코토히라 전기 철도 시도 선의 역이 됨.
- 1969년 10월 : 다카마쓰키타 바이패스 건설에 의해, 국도 11호 부근부터 아이비키 강 근처로 이전.

## 인접 역
| 다카마쓰코토히라 전기철도 시도 선 | 다카마쓰코토히라 전기철도 시도 선 | 다카마쓰코토히라 전기철도 시도 선 |
| --------------------------------- | --------------------------------- | --------------------------------- |
| S 06 고토덴야시마 가와라마치 방면 | ■ 시도 선                         | 야쿠리 S 08 고토덴시도 방면       |